# Halalaimus minor
Halalaimus minor is een rondwormensoort uit de familie van de Oxystominidae. De wetenschappelijke naam van de soort is voor het eerst geldig gepubliceerd in 2004 door Gagarin & Thanh.